# Cardinalis cardinalis
Chào mào đỏ phương Bắc là một loài chim trong họ Cardinalidae.
Loài chim này có thể được tìm thấy ở miền nam Canada, qua phía đông Hoa Kỳ từ Maine đến Texas và phía Nam đến Mexico. Chúng được tìm thấy trong rừng cây, vườn hoa, cây bụi, và đầm lầy.
Loài chim biết hót này có kích thước trung bình với chiều dài cơ thể 21 cm. Chúng có một chóp đặc biệt trên đầu và một mặt nạ trên khuôn mặt có màu đen ở chim trống và màu xám ở chim mái. Chim trống có màu đỏ rực rỡ, trong khi chim mái có ô liu hơi đỏ mờ. Chúng chủ yếu ăn hạt nhưng cũng ăn côn trùng và trái cây. Chim trống có tính chiếm lãnh thổ, đánh dấu ra khỏi lãnh thổ của mình bằng giọng hót. Trong thời gian tán tỉnh, chim trống mới hạt cho chim mái. Tổ có 3-4 quả trứng. Loài này đã là loài vật nuôi được ưa chuộng nhưng đã bị cấm ở Hoa Kỳ theo Đạo luật hiệp ước chim di cư năm 1918.

## Phân loài
Loài này có 19 phân loài:
- C. c. cardinalis (Linnaeus, 1758)
- C. c. affinis Nelson, 1899
- C. c. canicaudus Chapman, 1891
- C. c. carneus (Lesson, 1842)
- C. c. clintoni (Banks, 1963)
- C. c. coccineus Ridgway, 1873
- C. c. flammiger J.L. Peters, 1913
- C. c. floridanus Ridgway, 1896
- C. c. igneus S.F. Baird, 1860
- C. c. littoralis Nelson, 1897
- C. c. magnirostris Bangs, 1903
- C. c. mariae Nelson, 1898
- C. c. phillipsi Parkes, 1997
- C. c. saturatus Ridgway, 1885
- C. c. seftoni (Huey, 1940)
- C. c. sinaloensis Nelson, 1899
- C. c. superbus Ridgway, 1885
- C. c. townsendi (van Rossem, 1932)
- C. c. yucatanicus Ridgway, 1887

## Hình ảnh

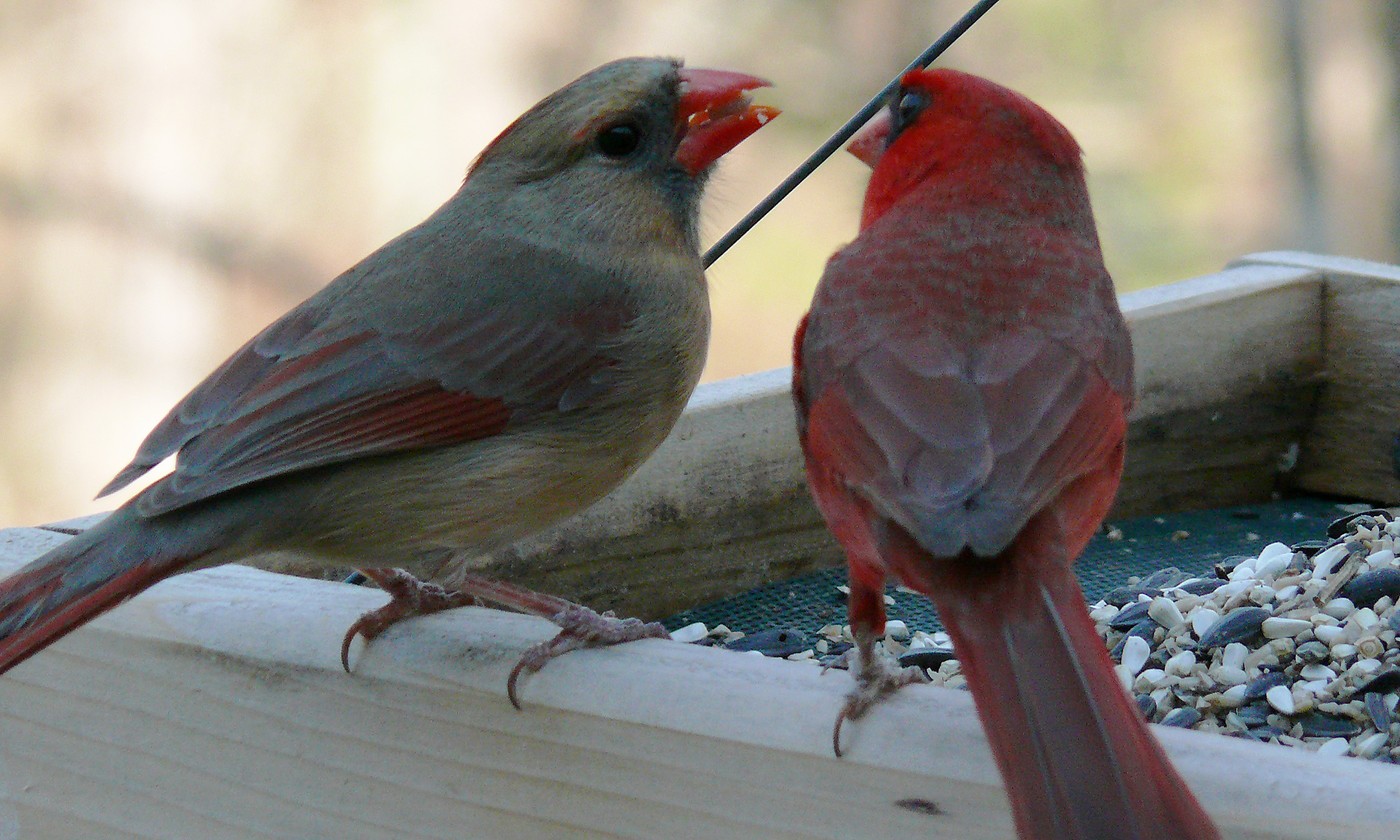
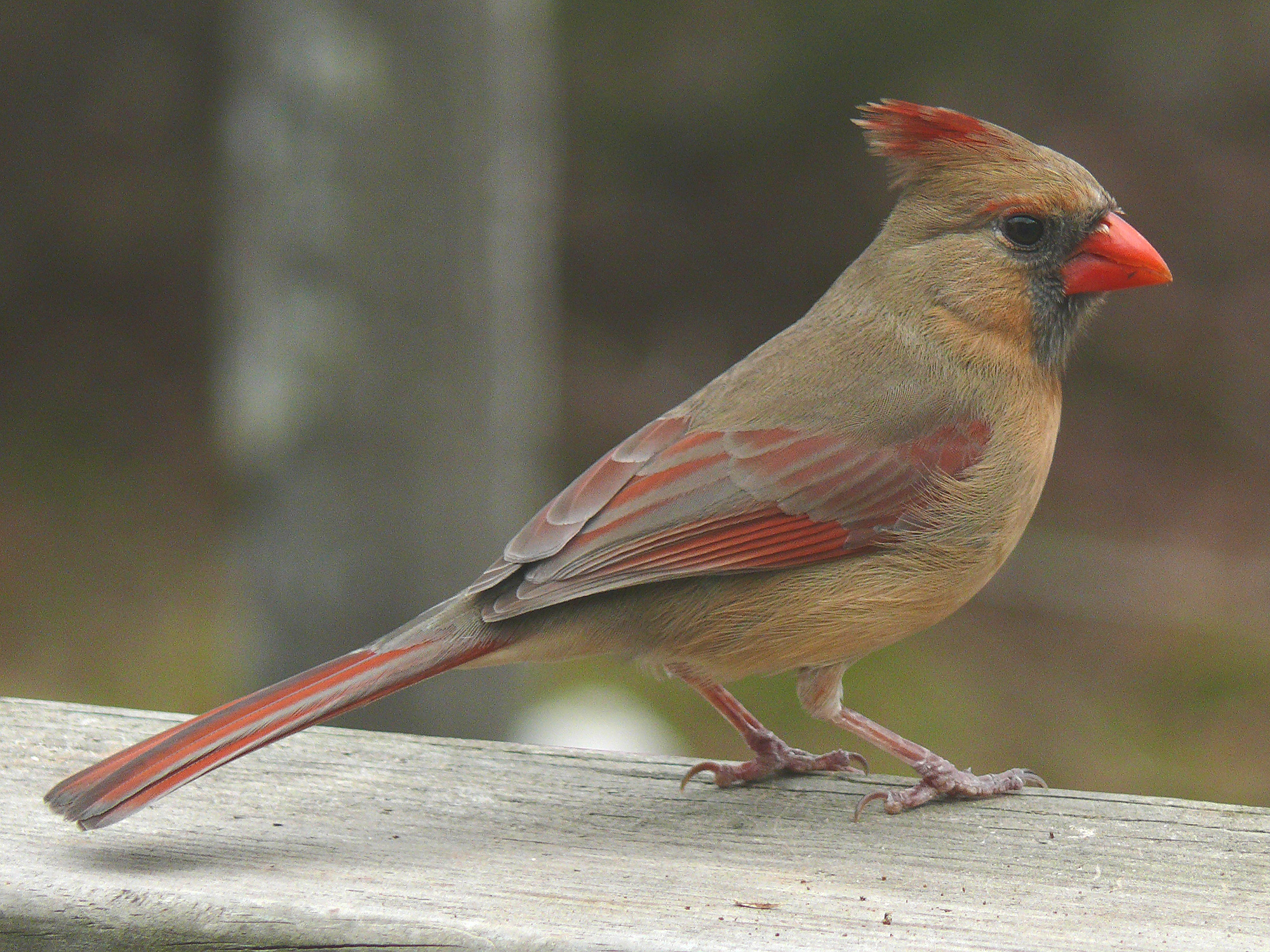
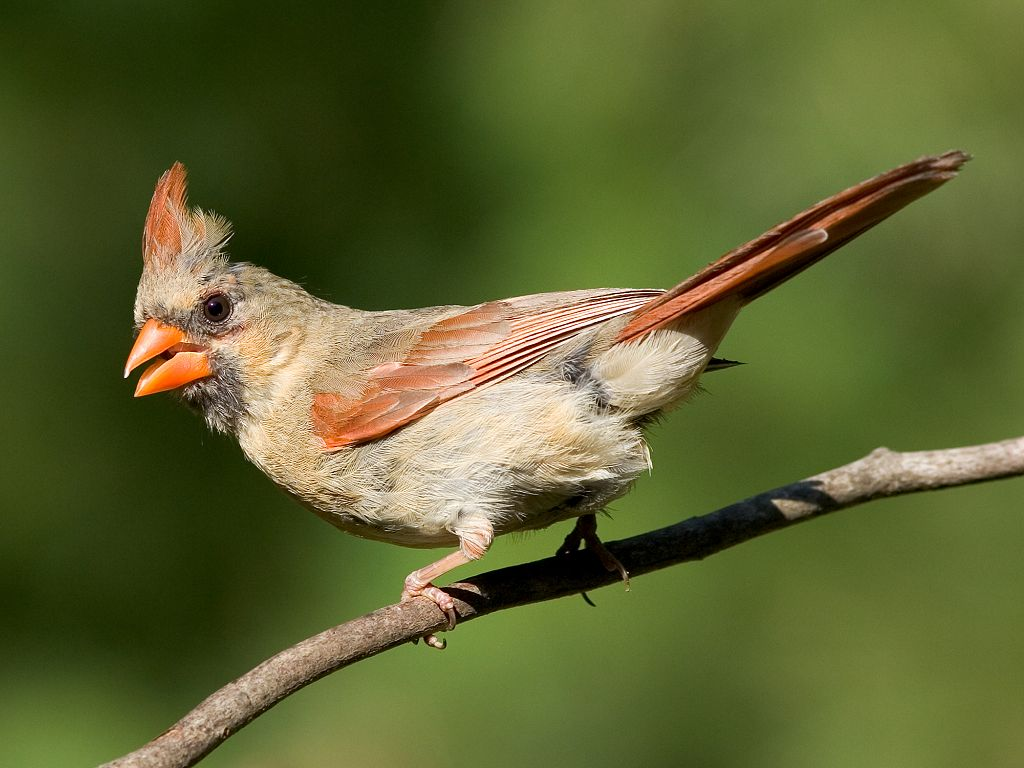
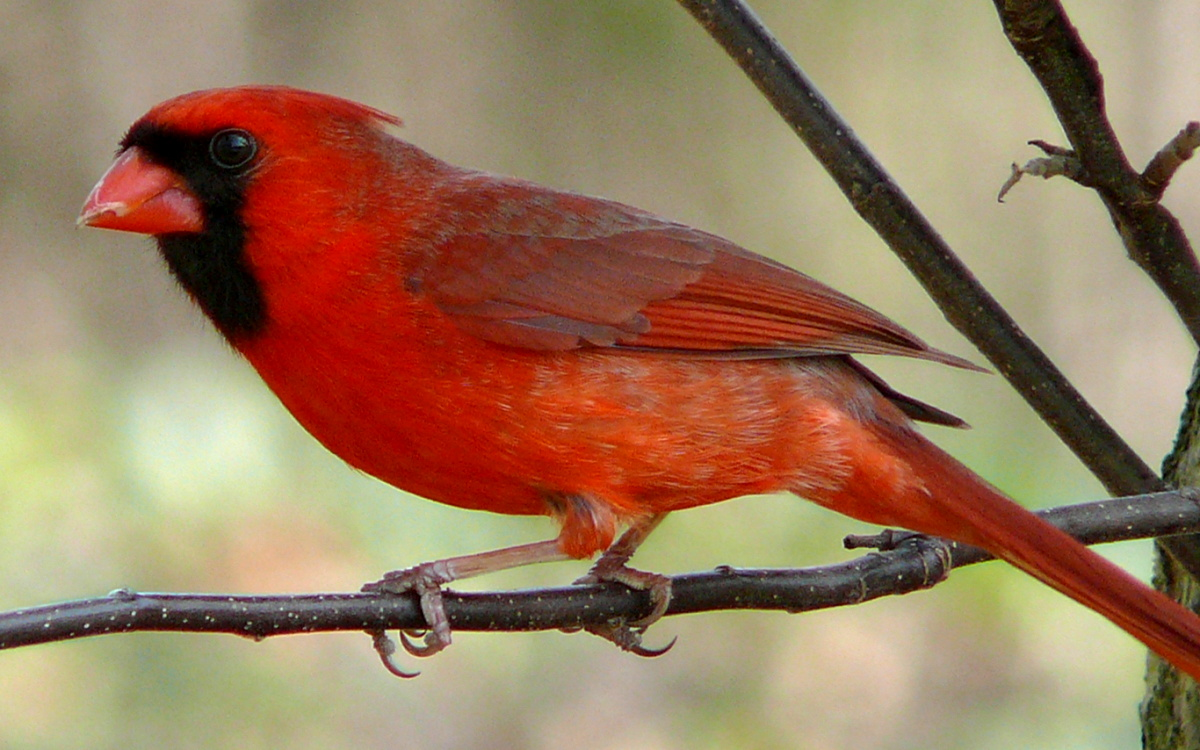
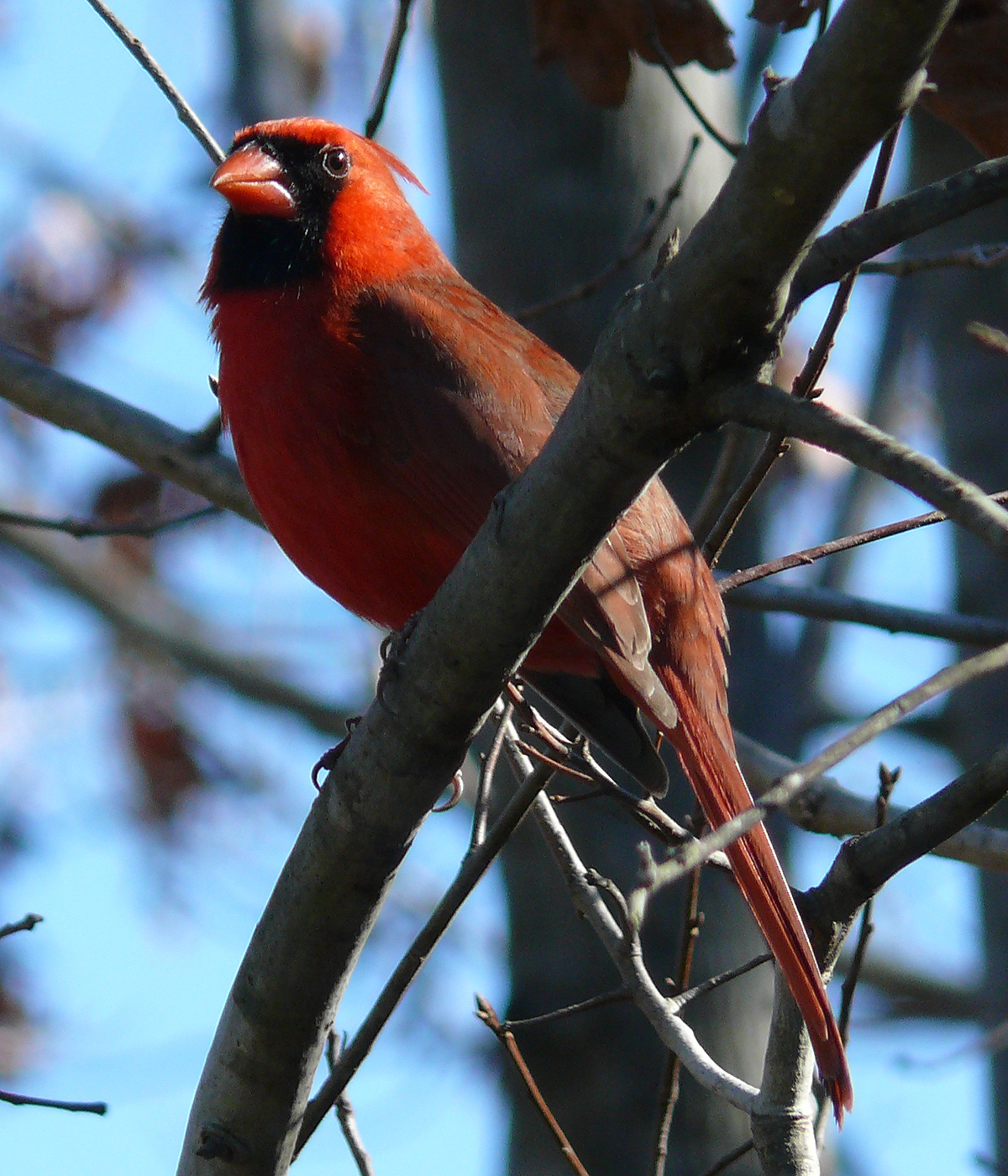
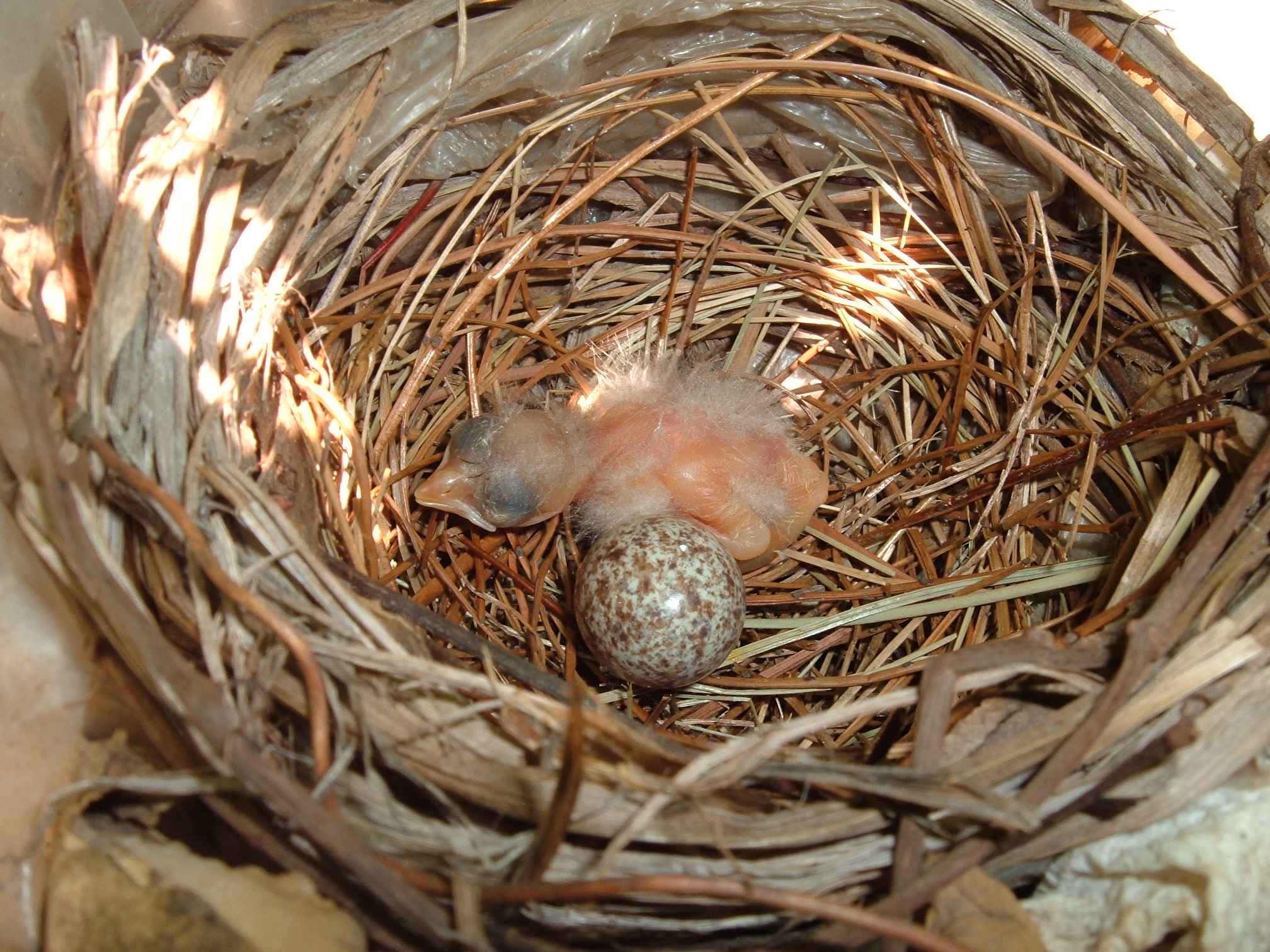
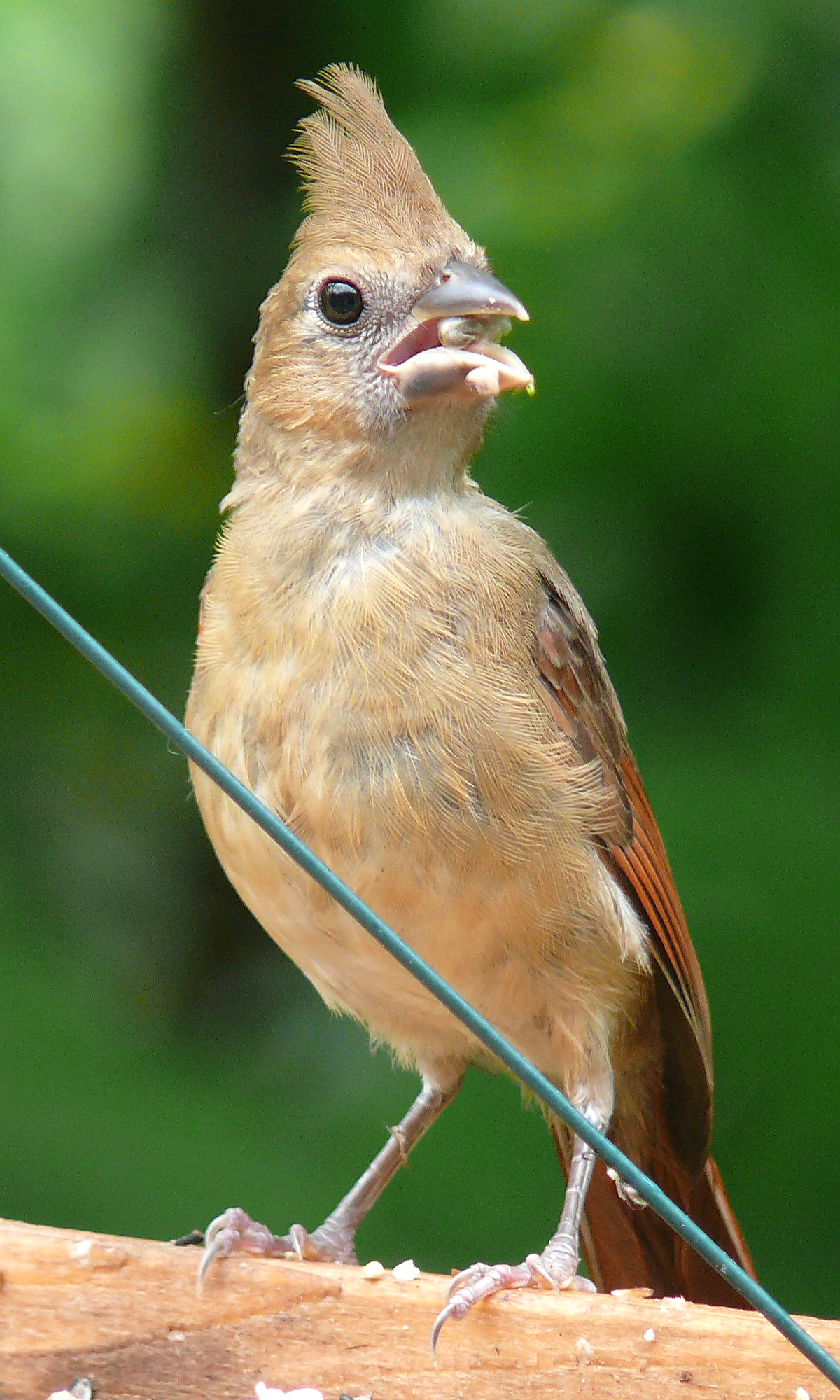